# بوعروس
بوعروس هي قرية مغربية شمال المملكة. تنتمي بوعروس لإقليم تاونات الجبلي. تضم هذه القرية 18.495 نسمة (إحصاء 2004).